# Les Plans de la ville

Les Plans de la ville (sous-titré Psychogéographie intrinsèque des grands ensembles) est une bande dessinée française créée en 2006 par Adrien Fournier et publiée en 2009 aux éditions Cambourakis.
Les récits de ce livre en noir et blanc de 112 pages se déroulent dans une cité imaginaire de banlieue parisienne ("les BR" pour Benjamin Rabier) où s'entrecroisent les aventures d'une bande d'adolescents et les différents parcours de vie de trentenaires.
Ces derniers sont observés sous l'angle de leurs relations au travail et à leur vie sentimentale alors que les enfants sont vus sous l'angle d'une volonté de tromper l'ennui et la répression sans cesse contrariée.
Le ton ironique et les situations rocambolesques sont soutenus par une vision et des décors réalistes.
Les personnages filiformes et simples rappellent le dessin de Reiser ou de Franquin, certains parlent aussi de Roberta Gregory ou  encore Claire Bretécher.